# Tony Horwitz
Tony Horwitz, właśc. Anthony Lander Horwitz (ur. 9 czerwca 1958 w Waszyngtonie, zm. 27 maja 2019 w Chevy Chase) – amerykański pisarz i dziennikarz. Laureat Nagrody Pulitzera w 1995 w kategorii National Reporting za artykuły w The Wall Street Journal o warunkach pracy w USA osób o niskich zarobkach. Autor książki Błękitne przestrzenie: Wyprawa śladami kapitana Cooka – historii życia i podróży morskich angielskiego kapitana Jamesa Cooka oraz pamięci o nim w krajach, które odwiedził.

## Twórczość
- 1991 – ang. Baghdad Without A Map
- 1998 – ang. Confederates in the Attic
- 1999 – ang. One for the Road
- 2002 – Błękitne przestrzenie: Wyprawa śladami kapitana Cooka (ang. Blue Latitudes) – w Polsce wydana po raz pierwszy w 2005 przez Wydawnictwo W.A.B., Warszawa; polskie tłumaczenie Barbara Gadomska[3]
- 2003 – ang. The Devil May Care: 50 Intrepid Americans and Their Quest for the Unknown
- 2008 – Podróż długa i dziwna: Drugie odkrywanie Nowego Świata (ang. A Voyage Long and Strange: Rediscovering the New World) – w Polsce wydana po raz pierwszy w 2011 przez Wydawnictwo W.A.B., Warszawa; polskie tłumaczenie Jarosław Mikos[4]
- 2011 – ang. Midnight Rising: John Brown and the Raid That Sparked the Civil War